# Hellgelber Violett-Milchling
Der Hellgelbe Violett-Milchling (Lactarius flavidus) ist eine Pilzart aus der Familie der Täublingsverwandten (Russulaceae). Der recht kräftige, mittelgroße Milchling wird auch Gelber Schild-Milchling, Hain-Schildmilchling oder Gelber Milchling genannt. Er hat einen schmierig-klebrigen, gelben bis cremegelben Hut, der häufig durch dunklere Flecken gezont ist. Bei einer Verletzung verfärben sich Stiel, Fleisch und Lamellen weinrötlich bis violett. Der sehr seltene und ungenießbare Milchling kommt von Sommer bis Herbst in Laubwäldern auf kalkreichen Böden vor.

## Merkmale

### Makroskopische Merkmale
Der Hut ist 5–10 cm breit, jung flach gewölbt, bald ganz abgeflacht und in der Mitte mehr oder weniger niedergedrückt. Die Oberfläche ist matt, fein filzig, hell cremegelb bis schmutzig cremeockerfarben und manchmal gelblich- bis ocker-kleinfleckig gezont. Der Rand ist lange eingebogen, glatt und scharf.
Die jung cremeweißlichen und später blass hutfarbenen und ziemlich gedrängt stehenden Lamellen sind breit am Stiel angewachsen oder laufen etwas daran herab. Auf Druck hin werden sie trübrot bis violett-fleckig. Bisweilen sind einige Lamellen in Stielnähe gegabelt, die Lamellenschneiden sind glatt.
Der zylindrische und bald hohle Stiel ist 4–6 cm lang und 0,8–1,5 (2) cm breit. Die Oberfläche ist glatt bis schwach uneben und jung weißlich bereift. Später verkahlt sie zunehmend und der gelblich gefärbte Stiel wird dann vor allem zur Basis hin ockerfleckig.
Das weißliche Fleisch verfärbt sich im Anschnitt nach etwa 15 Minuten weinrot bis violett. Es riecht schwach obstartig und schmeckt kaum scharf, aber adstringierend. Die weiße und scharfe Milch verfärbt sich auch ohne Verbindung zum Fleisch violett.

### Mikroskopische Merkmale
Die breitelliptischen bis elliptischen Sporen sind durchschnittlich 9,3–10,3 µm lang und 7,3–7,7 µm breit. Der Q-Wert (Quotient aus Sporenlänge und -breite) ist 1,2–1,4. Das Sporenornament besteht aus zahlreichen, bis zu 1 µm hohen, unregelmäßigen und meist spitzen Warzen und einigen gratigen Rippen, die nur spärlich netzartig verbunden sind. Der Hilarfleck ist im äußeren Bereich amyloid.
Die keuligen bis bauchigen, viersporigen Basidien sind 40–52 µm lang und 11–13 µm breit. Auf den Lamellenflächen kommen zahlreiche, spindelförmige Pleuromakrozystiden vor, die an ihrem oberen Ende ein aufgesetztes Spitzchen haben oder perlschnurförmig sind. Sie messen 40–90 µm × 6–13 µm. Die Lamellenschneiden sind steril und mit zahlreichen, spindeligen, 30–65 µm langen und 5–9 µm breiten Cheilomakrozystiden besetzt. Dazwischen liegen zylindrische bis keulige und zwei- bis dreifach septierte Parazystiden, die 9–25 × 4–6 (10) µm messen.
Die Huthaut (Pileipellis) ist eine 100–130 µm dicke und in ein Ixotrichoderm übergehende Ixocutis, die aus unregelmäßig verflochtenen, teilweise auch parallel liegenden, 2–4 (10) µm breiten, dünnwandigen, durchscheinenden Hyphen besteht. Dazwischen sind einzelne Lactiferen eingestreut. Alles ist schwach gelatinisiert.

## Artabgrenzung
Der Klebrige Violett-Milchling (Lactarius uvidus) und der nahe verwandte Blasse Violett-Milchling (Lactarius aspideus) sehen beide recht ähnlich aus. Der Blasse Violett-Milchling hat meist kleinere Fruchtkörper und Sporen mit stark netzartig verbundenen Rippen. Außerdem findet man diesen Milchling an feuchten Standorten wie Weidenbrüchen oder Mooren, wo er bei Weiden wächst.
Eine gewisse Ähnlichkeit haben auch der Fahle Milchling (Lactarius luridus) und der Trockene Violett-Milchling (Lactarius violascens). Beide haben aber dunkler gefärbte Hüte. Beim Fahlen Milchling ist der Hut graubraun bis tabakbraun, beim Trockenen Violettmilchling cremebraun und mehr oder weniger lila getönt und später rotbraun bis violettbraun und dunkler gezont.
Weitere ähnliche Arten gibt es im Hochgebirge, beziehungsweise in der subarktischen Zone Nordeuropas. Der Silberwurz-Milchling (Lactarius dryadophilus) ist ein Mykorrhizapilz der Weißen Silberwurz. Er hat beträchtlich größere Makrozystiden und eine weiße Milch, die sich nur in Verbindung mit dem Fleisch lila verfärbt, weitere kleine und dünnfleischige Arten kommen unter Zwerg- oder Kriech-Weiden vor.

## Ökologie
Der Blassgelbe Violett-Milchling ist ein Mykorrhizapilz, der mit verschiedenen Laubbäumen eine Symbiose eingeht. Meist findet man ihn in Kalkbuchen- oder Eichen-Hainbuchenwäldern unter Rotbuchen, Eichen und Hainbuchen. Er wurde aber auch bei Walnuss und Eschen gefunden. Die Fruchtkörper erscheinen meist einzeln auf mäßig trockenen bis frischen, neutral bis basischen und kalkreichen Böden.

## Verbreitung

Verbreitung des Graublassen Milchling in Europa. Grün eingefärbt sind Länder, in denen der Milchling nachgewiesen wurde. Grau dargestellt sind Länder ohne Quellen oder Länder außerhalb Europas.

Der sehr seltene Hellgelbe Violett-Milchling ist laut Kränzlin eine rein europäische Art, obwohl es auch Fundmeldungen aus Nordamerika (USA) und Nordasien (Japan, Südkorea) gibt.
In Deutschland ist die Art aus Bayern, Baden-Württemberg, Nordrhein-Westfalen, Thüringen, dem südlichen Niedersachsen und Sachsen-Anhalt bekannt, aber überall ist der Milchling sehr selten und an den meisten Fundorten stark gefährdet (RL2). Auch in Österreich und der Schweiz ist der Milchling selten.

## Systematik
Der Milchling wurde 1887 durch J.L.E. Boudier beschrieben. 1956 stufte ihn Neuhoff zur Varietät Lactarius aspideus var. flavidus herab. Heute wird er allerdings von den meisten Mykologen als eigenständige Art angesehen. Auch bei Lactarius aspideus im Sinne von Konrad & Maublanc und im Sinne von Bresadola sowie bei Lactarius luridus im Sinne von S. Marchand handelt es sich um das Taxon L. flavidus.
Das Artattribut (Epitheton) "flavidus" bedeutet gelblich und ist eine Anspielung auf den gelblichen Farbton der Fruchtkörper, durch den sich der Milchling von anderen Arten aus seiner Verwandtschaftsgruppe unterscheidet.

### Infragenerische Systematik
M. Basso und Heilmann-Clausen stehen den Milchling in der Untersektion Aspideini, die ihrerseits in der Sektion Uvidi steht. Die Vertreter der Untersektion haben meist klebrige bis schleimige, gelblich oder cremefarbene Hüte und eine weiße Milch, die sich ohne oder mit Kontakt zum Fleisch lila oder violett verfärbt.

## Bedeutung
Der Milchling gilt als ungenießbar.